# Генетично модифициран организъм
Генетично модифициран организъм, съкратено ГМО (на английски: genetically modified organism (GMO), genetically engineered organism (GEO)) е организъм, чиито гени са умишлено променени от човека. Като синоним се използва също така понятието трансгенен организъм.
ГМО е организъм, с изключение на човешкия, който е подложен изкуствено на генетична промяна, без това да е настъпило при естествени условия (към такива промени водят естествените мутации, кръстосването или натуралната рекомбинация).
Според определение на Комисията по етика и технологии на Квебек – Канада: Генетичномодифициран организъм или ГМО е жив организъм с изкуствено променен генотип с помощта на генното инженерство или за да подчертае някои от характеристиките му, да му придаде нови или обратното, за да намали или премахне някои от нежеланите наследствени белези.
Според директива 2001/18/CE на Европейската Общност Генетично модифицираният организъм е организъм (като се изключи човешкия) с изменен генетичен материал, който не е извършен посредством естествено размножаване и/или комбиниране на индивидите.
Според същата директива начините за създаване на генетично изменен организъм са:
- 1. Ново комбиниране на дезоксирибонуклеиновата киселина и създаването на нови комбинации на генетичния материал чрез инкорпориране на молекули нуклеинова киселина образувани в друг организъм;
- 2. Пряко инкорпорина на наследствен генетичен материал чрез микро, макро инжектиране, или микрокапсулиране;
- 3. Протоплазмено или хибридно клетъчно сливане;

Модификациите, които най-често се използват, са 3 групи:
- промяна на активността на естествените гени на съответния организъм;
- към организма се добавят допълнително копия на негови гени;
- към организма се въвеждат гени от друг вид.

Последната група изменения е най-честия обект на критики и пълно отричане, тъй като те в природни условия се случва доста рядко (т. нар. „хоризонтална трансгенеза“, е възможна дори между значително еволюционно далечни видове, но се наблюдава с ниска честота).
ГМО най-често се използват при:
- модификация на микроорганизми за производство на желани химични субстанции (примерно инсулин);
- модификация при земеделски култури с цел придобиване на повишена продуктивност, желано качество или устойчивост към болести, неприятели, пестициди и пр.